# Lachenalia orthopetala
Lachenalia orthopetala är en sparrisväxtart som beskrevs av Nikolaus Joseph von Jacquin. Lachenalia orthopetala ingår i släktet Lachenalia och familjen sparrisväxter. Inga underarter finns listade i Catalogue of Life.